# Who Censored Roger Rabbit?
Who Censored Roger Rabbit? is een mysteryverhaal geschreven door Gary K. Wolf in 1981. In navolging van dit boek is er ook een film gemaakt getiteld Who Framed Roger Rabbit (1988).

## Plot
Roger Rabbit, een bijkomend stripfiguur in de stripreeks Baby Sherman huurt Eddie Vaillant, een privédetective in om uit te zoeken waarom zijn werkgevers de gebroeders DeGreasey hem geen eigen stripreeks geven terwijl ze wel het contract ervoor hebben ondertekend. Roger vermoedt een smerig spel. Hij haat zijn werkgevers, vooral de oudste Rocco, omdat zijn vrouw Jessica Rabbit bij hem is teruggegaan. Tijdens het onderzoek wordt Rocco DeGreasey vermoord en is Roger Rabbit de hoofdverdachte. Ware het niet dat Roger Rabbit op dat moment al twee uur dood is. Hij is zelf ook vermoord. Eddie ontmoet de dubbelganger van Roger Rabbit, die de gevaarlijke stunts uithaalt in de strips, en samen gaan ze achter de moordenaar van Rocco DeGreasey en Roger Rabbit aan.